# Jambo Bwana
Jambo Bwana(잠보 브와나)는 케냐의 호텔 밴드 뎀 머쉬룸스(Them Mushrooms)의 1983년 곡이다. 가사는 스와힐리어로 되어 있으며, 작사는 밴드의 리더 테디 칼란다 해리슨이 하였다. 케냐와 탄자니아 등 스와힐리어권 국가에서 유명하다. 지라니 합창단의 공연에 편성되기도 했다.

## 가사
잠보, 잠보 브와나
하바리 가니, 은주리 사나
와게니, 와카리비슈아
케냐 예튜 하쿠나마타타
잠보, 잠보 브와나
하바리 가니, 은주리 사나
와게니, 와카리비슈아
케냐 예튜 하쿠나마타타
케냐 은치 주리 (하쿠나마타타)
은치야쿠펜 데자 (하쿠나마타타)
와카리 비슈아 (하쿠나마타타)
잠보, 잠보 브와나
하바리 가니, 은주리 사나
와캐니 와카니 비슈아
케냐에튜 하쿠나마타타
케냐 인치 주리 (하쿠나마타타)
은치야 마아 자뷰 (하쿠나마타타)
와캐니 와째 (하쿠나마타타)
잠보, 잠보 브와나
하바리 가니 은주리사나
와캐니 와카니 비슈아
케냐 에튜 하쿠나마타타타타